# Crossogonalia hectica
Crossogonalia hectica är en insektsart som beskrevs av Victor Antoine Signoret 1854. Crossogonalia hectica ingår i släktet Crossogonalia och familjen dvärgstritar. Inga underarter finns listade i Catalogue of Life.